# Sd.Kfz. 8
Sd.Kfz. 8 — тяжелый полугусеничный тягач. Как и все полугусеничные тягачи, выпускавшиеся в годы войны в Германии, тягач Sd.Kfz. 8 имел передний управляемый автомобильный мост и полугусеничный движитель. С каждого борта движителя оборудовалось по шесть сдвоенных обрезиненных опорных катков. В основном применялся для транспортировки мортир 21 cm Mörser 18, пушек 15 cm Kanone 18 и тяжелых зенитных орудий 10.5 cm FlaK 38. Также тягач послужил базой для создания самоходной артиллерийской установки, вооружённой легендарной 88-мм зенитной пушкой Flak 18 — Sd.Kfz 8 mil der 8.8-cm Flak 18.  
Имел следующие заводские обозначения:  
- Mercedes-Benz DB s7 (1934-1935)[1]
- Mercedes-Benz DB s8 (1936-1937)[1]
- Mercedes-Benz DB 9 (1938-1939)[1]
- Mercedes-Benz DB 10 (1939-1944)[1]
- Krauss-Maffei DB 10 (1940-1941)[2]

1. 1 2 3 4  Oldtimer gallery. Trucks. Mercedes-Benz. autogallery.org.ru. Дата обращения: 7 мая 2024. Архивировано 7 мая 2024 года.
2. ↑  Oldtimer gallery. Trucks. Krauss-Maffei. autogallery.org.ru. Дата обращения: 7 мая 2024. Архивировано 7 мая 2024 года.